# 沃尔沃700系列
沃尔沃700系列（Volvo 700 Series）是由沃尔沃汽车公司（中文亦稱富豪汽車）生产的一款中级豪华轿车，于1982-1992年間推出。
1982年推出时本称760，后因被指价格太高和外形难看，至1984年，推出了低价版本型号，称740。
1986年推出轿跑车版本，型号780。

## 圖片

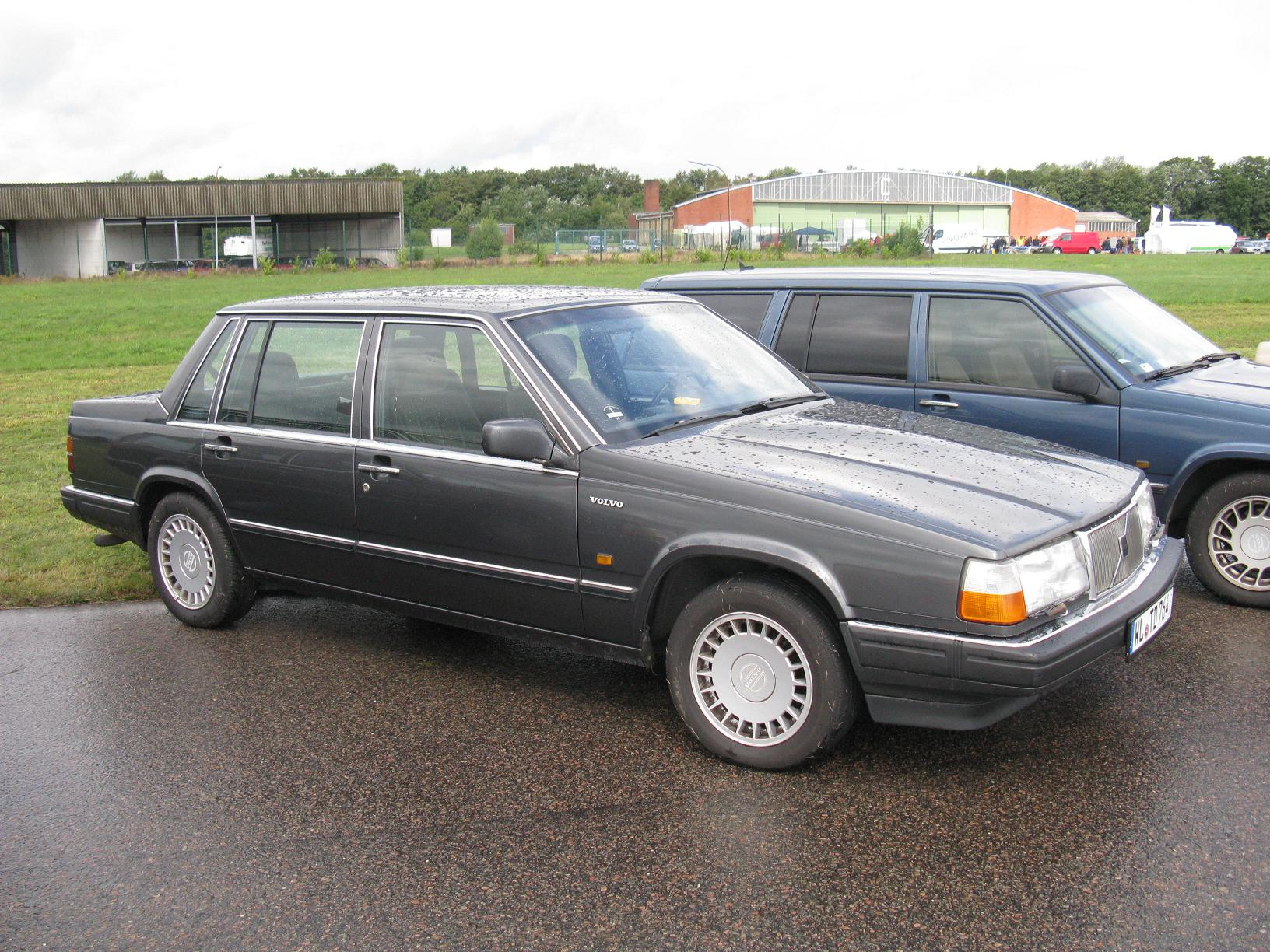
沃尔沃760
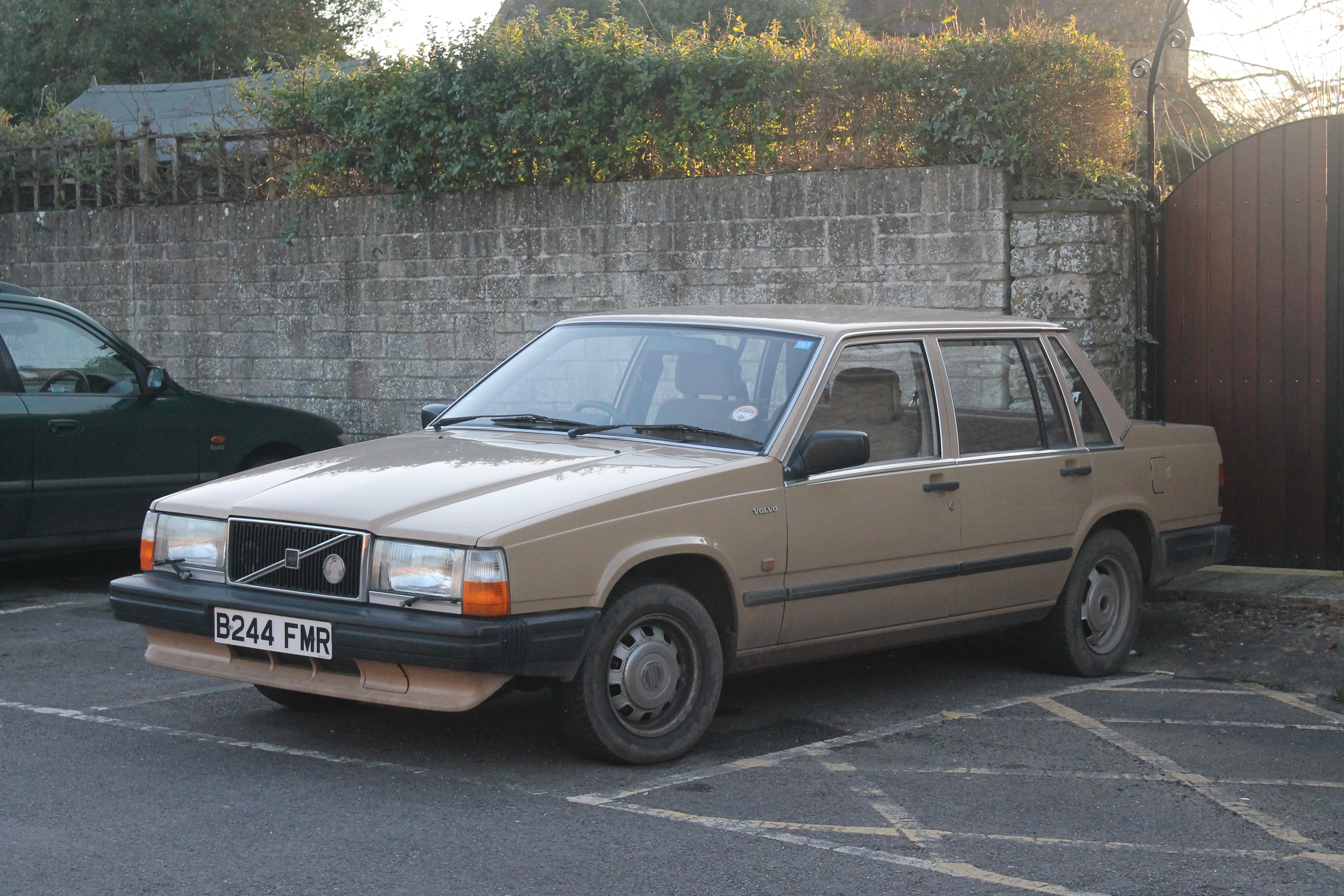
沃尔沃740
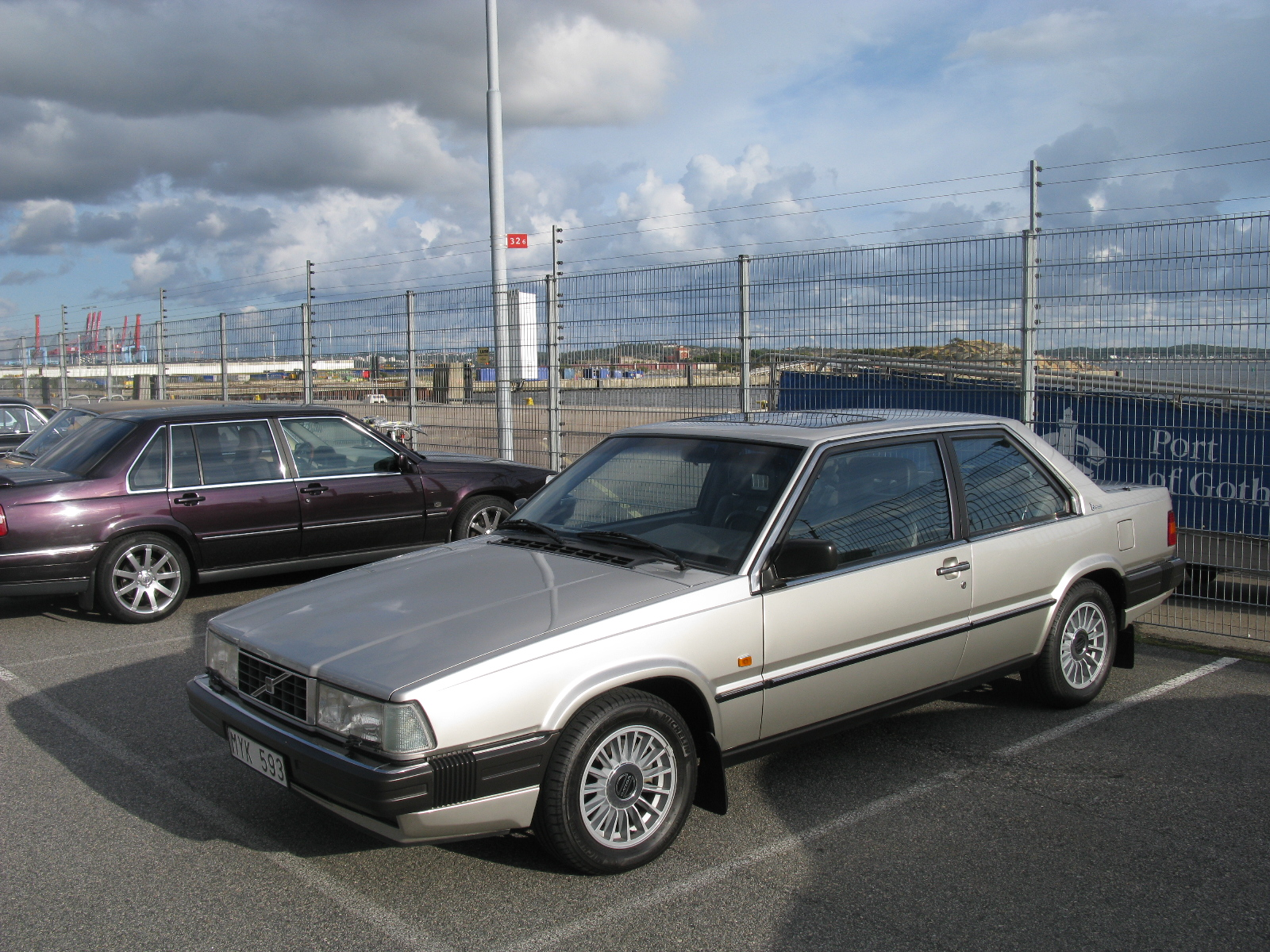
沃尔沃780